# Calligrapha pnirsa
Calligrapha pnirsa är en skalbaggsart som beskrevs av Carl Stål 1860. Calligrapha pnirsa ingår i släktet Calligrapha och familjen bladbaggar. Inga underarter finns listade i Catalogue of Life.